# ميكيل جنسن (لاعب كرة قدم)
ميكيل جنسن (بالدنماركية: Mikkel Jensen)‏ (21 يناير 1995 في الدنمارك - ) هو لاعب كرة قدم دانمركي في مركز الوسط. شارك مع منتخب الدنمارك تحت 17 سنة لكرة القدم ومنتخب الدنمارك تحت 19 سنة لكرة القدم. أما مع النوادي، فقد لعب مع نادي نايستفيد ونادي نوردشيلاند وFC Roskilde ‏.

## وصلات خارجية
- ميكيل جنسن (لاعب كرة قدم) على موقع قاعدة بيانات كرة القدم.إي يو (الإنجليزية)
- ميكيل جنسن (لاعب كرة قدم) على موقع Soccerway.com (الإنجليزية)